# فيدل كانو غوتيريز
فيدل كانو غوتيريز (بالإسبانية: Fidel Cano Gutiérrez)‏ هو صحفي كولومبي، ولد في 17 أبريل 1854 في San Pedro de los Milagros ‏ في كولومبيا، وتوفي في 15 يناير 1919 في ميديلين في كولومبيا.